# Oosterbroek (buurtschap)
Oosterbroek is een buurtschap in de Nederlandse gemeente Tynaarlo (provincie Drenthe). De buurtschap maakte tot 1998 deel uit van de gemeente Eelde-Paterswolde en daarna nog tot 1 december 1998 van de gemeente Zuidlaren. Ze ligt ten oosten van Eelde en vlak bij Groningen Airport Eelde.
Vlak bij de buurtschap Oosterbroek ligt de gelijknamige havezate.
Dorpen: Bunne · De Groeve · De Punt · Donderen · Eelde · Eelderwolde · Midlaren · Oudemolen · Paterswolde (deels) · Taarlo · Tynaarlo · Vries · Winde · Yde · Zeegse · Zeijen · Zuidlaarderveen · Zuidlaren (Schuilingsoord · Westlaren)

Buurtschappen: Bokkenstreek · Bruilweering (deels) · Halfweg · Luchtenburg · Oosterbroek · Plankensloot · Schelfhorst · Zuideinde

Drenthe: Steden en dorpen      Nederland: Provincies · Gemeenten